# Leh, Čeh i Rus
Leh, Čeh i Rus su po predanju bila tri brata, koja su se razišli i svaki je bio rodonačelnik svog naroda. Leh je dao ime poljskoj zemlji i narodu (Lehija i Lehiti), Čeh je dao ime češkoj zemlji i narodu, dok je Rus rodonačelnik Rusa. Legende o Čehu, Lehu i Rusu su zabeležene u Češkoj, Poljskoj, Rusiji, kao i u Hrvatskom Zagorju.

## Legende
Postoji više legenda o Lehu, Čehu i Rusu. U nekima se pojavljuju sva trojica, dok se u nekima pojavljuju samo dvojica (obično Čeh i Leh) ili samo jedan od njih. U jednoj legendi zabeležnoj u Poljskoj ova tri brata su zajedno išla u lov, međutim svaki od njih je pratio drugi ulov i tako su se razišla. Leh je išao na sever, Čeh na zapad, dok je Rus išao na istok. Leh je stigao do hrasta, na kome je video gnezdo belih orlova, za vreme sumraka, kad je nebo bilo crveno. On je tu napravio svoju prvu naseobinu i nazvao ju je Gnjezno, dok je za nacionalni simbol uzeo belog orla na crvenoj pozadini, po impresiji koju je video. Čeh je otišao do planine Rip (Říp) i tamo napravio svoju naseobinu.
Prema drugoj legendi zabeleženoj u Češkoj, pominju se samo dva brata, Čeh i Leh. Oni su živeli navodno u zemlju Hrvatskoj (charvatska zemlja), koja nije bila pogodna za život, jer su bili veoma česti ratovi. Tako su rešili da povedu svoj narod na zapad. Putovali su dugo, sve dok nisu stigli na planinu Rip, na koju se Čeh popeo i video plodnu i lepu zemlju i rekao da će tu ostati. Leh je otišao odatle na sever. Kada je Čeh upitao kako će se zvati zemlja na koju su se naselili, ljudi su krenuli da kliču kako treba zemlja da se zove njegovim imenom.
Prema trećoj legendi nakon smrti kralja čija zemlja nije bila velika, Leh, Čeh i Rus su rešili da krenu sa svojim narodom da nađu novu domovinu. Krenuli su na sever, dok nisu stigli do brda, na čijem vrhu je bio hrast iznad koga je leteo beli orao. Leh je rekao braći kako je orao dobar znak bogova, i da će se zbog toga popeti na hrast kako bi osmotrio okolinu. Dok se peo, video je orlovo gnezdo visoko u krošnji. Orao mu nije dozvoljavao da se približi gnezdu ali je ipak bio dovoljno visoko da vidi miljama unaokolo. Na severu je ugledao veliko vodeno prostranstvo, na istoku nepregledne plodne ravnice, na jugu brda pogodna za stočarstvo, dok se na zapadu se prostirala gusta, mračna šuma. Kada je sišao sa hrasta rekao je braći šta je video. Nakon toga braća su rešila da se podele. Čeh je rešio da krene na jug, sa narodom koji mu je verovao, dok je Rus, takođe sa svojim narodom rešio da krene na istok. Kada su Leha upitali gde on namerava da se uputi, on im je odgovorio da će ostati na tom mestu gde su upravo stigli.

## Hrastovi u Rogalinu
Čeh, Leh i Rus su hrastovi u parku u Rogalinu, u Poljskoj. Svaki od ovih hrastova je star oko 1000 godina.